# Санкович Ксенія Андріївна
Ксенія Андріївна Санкович (біл. Ксенія Санковіч, 27 лютого 1990) — білоруська гімнастка, олімпійська медалістка. Заслужений майстер спорту Республіки Білорусь з художньої гімнастики.

## Виступи на Олімпіадах
| Олімпіада   | Дисципліна     | Місце  |
| ----------- | -------------- | ------ |
| Пекін 2008  | групові вправи | Бронза |
| Лондон 2012 | групові вправи | Срібло |